# Висока школа примењених струковних студија Врање
Висока школа примењених струковних студија у Врању је високошколска установа са седиштем у улици Филипа Филиповића бр. 20, која се бави образовањем студената за струковне инжењере из техничко-технолошких области.

## Области образовања
Смерови на високој школи су:
- саобраћајно инжењерство,
- машинско инжењерство,
- прехрамбена технологија,
- заштита животне средине,
- производна економија и
- технологија дрвета.

## Историјат школе
Давне 1974. године почела је са радом висока школа за образовање радника у Врању, којом је требало да се обезбеди стручни кадар развијеној привреди града и региона.
Године 1987. висока школа за образовање радника се трансформише у Вишу техничко-технолошку школу, са новим одсецима и смеровима, како би се ускладила са потребама тадашње привреде.
Почетком примене Болоњске декларације 2002. године и усвајањем закона о високом образовању 2008. године Виша школа се трансформише у Високу школу примењених струковних студија.